# Proneotherium repenningi
Proneotherium repenningi — викопний вид ластоногих ссавців родини моржевих (Odobenidae). Вид мешкав у ранньому міоцені (20—16 млн років тому) на північному сході Тихого океану.

## Скам'янілості
Чотири екземпляри Proneotherium були виявлені у відкладеннях формації Асторія в окрузі Лінкольн штату Орегон, США. Ці зразки включали рештки черепів та посткраніальних скелетів, і всі вони вважаються дорослими самцями.

## Опис
Proneotherium за зовнішнім виглядом були більше схожі на сучасних морських котиків і морських левів, ніж на моржів. У них не було довгих бивнів моржів, вони були стрункішими й меншими за своїх сучасних родичів.

## Таксономія
Proneotherium є одними з найбазальніших представників моржових. Сестринська група до Prototaria.